# Tsuwano
Tsuwano (津和野町?, Tsuwano-chō) è una cittadina giapponese della prefettura di Shimane.